# Atletica leggera femminile ai Giochi della XXVI Olimpiade
Ai Giochi della XXVI Olimpiade di Atlanta 1996 sono stati assegnati 20 titoli nell'atletica leggera femminile.

## Calendario
| Gare        |                         |                         |              |   |            |        |                   |                   |    |    |  |
| 100 m       | 100 m                   | 400 m ost.              | 400 m ost.   |   | 400 m ost. |        | Staffetta 4x100 m | Staffetta 4x100 m | 20 |    |  |
| 400 m       | 400 m                   | 400 m                   | 400 m        |   | 200 m      | 200 m  | Staffetta 4x400 m | Staffetta 4x400 m | 20 |    |  |
| 800 m       | 800 m                   |                         | 800 m        |   | 1500 m     | 1500 m |                   | 1500 m            | 20 |    |  |
| 5000 m      | 10000 m                 | 5000 m                  |              |   |            |        | 10000 m           |                   | 20 |    |  |
|             |                         | Maratona                | Marcia 10 km |   |            |        |                   |                   | 20 |    |  |
|             |                         |                         | Triplo       |   | Triplo     | Lungo  | Lungo             |                   | 20 |    |  |
| Giavellotto | Giavellotto             | Disco                   | Disco        |   | Peso       | Alto   | Peso              | Alto              | 20 |    |  |
|             | Eptathlon (1ª giornata) | Eptathlon (2ª giornata) | 100 m ost.   |   | 100 m ost. |        |                   |                   | 20 |    |  |
|             |                         |                         |              |   |            |        |                   |                   |    |    |  |
| Titoli      | -                       | 2                       | 3            | 4 | -          | 3      | 1                 | 3                 | 4  | 20 |  |

|  | Qualificazioni |  | Finali |

Come nelle precedenti edizioni, il programma femminile termina di sabato, poiché di domenica si disputa solo la Maratona maschile.

I 200 e i 400 metri subiscono la stessa modifica del programma maschile (anche se non c'è un Michael Johnson che chiede di poter disputare entrambe le competizioni).

Vengono arretrate anche le seguenti gare:
- Gli 800 metri. In questo modo non si sovrappongono ai 1500 metri, correggendo il grave errore che era stato commesso quattro anni prima.
- I 100 metri ostacoli. Però il giorno di pausa si interpone tra la prima e la seconda giornata di gare.

Fino al 1992 le due gare più lunghe in pista erano i 3000 metri e i 10000 metri. Tali gare appartengono a due categorie diverse: la prima al mezzofondo, la seconda al fondo. Quindi si possono sovrapporre. Ad Atlanta i 3000 vengono sostituiti dai 5000. Si hanno quindi due gare di fondo (5000 e 10.000). Molte atlete potrebbero iscriversi ad entrambe, quindi sarebbe opportuno distanziarle. Nel programma, invece, i 5000 sono collocati negli stessi giorni dei “vecchi” 3000 metri. L'errore verrà corretto quattro anni dopo.
Altre decisioni:
- La Maratona torna ad essere disputata di domenica: non accadeva dalla prima edizione (Los Angeles 1984);
- Il Lungo si disputa in due giorni consecutivi; invece nel Triplo tra la qualificazione e la finale c'è un giorno d'intervallo. Bizzarra decisione.

I titoli assegnati nella prima parte del programma sono nove; sono 11 quelli assegnati nella seconda parte. Il programma è più bilanciato rispetto a Barcellona.

## Nuovi record
| Fanno il loro esordio olimpico: | Fanno il loro esordio olimpico: | 5.000 m e salto triplo.                                                      |
| Nessun nuovo record mondiale    |                                 |                                                                              |
| Nuovo record olimpico in        | 7 specialità:                   | 400 m, 5.000 m, 10.000 m, 400 hs, marcia 10 km, salto in alto e salto triplo |

## Risultati delle gare
| Specialità | Oro                                                                                     | Risultato | Argento                                                                             | Risultato | Bronzo                                                                                               | Risultato | Dettagli            |
| --- | --------------------------------------------------------------------------------------- | --------- | ----------------------------------------------------------------------------------- | --------- | --- | --------- | ------------------- |
| 100 m | Gail Devers                                                                             | 10"94     | Merlene Ottey                                                                       | 10"94     | Gwen Torrence                                                                                        | 10"96     | Classifica completa |
| 200 m | Marie-José Pérec                                                                        | 22"12     | Merlene Ottey                                                                       | 22"24     | Mary Onyali                                                                                          | 22"38     | Classifica completa |
| 400 m | Marie-José Pérec                                                                        | 48"25     | Cathy Freeman                                                                       | 48"63     | Falilat Ogunkoya                                                                                     | 49"10     | Classifica completa |
| 800 m | Svetlana Masterkova                                                                     | 1'57"73   | Ana Fidelia Quirot                                                                  | 1'58"11   | Maria Mutola                                                                                         | 1'58"71   | Classifica completa |
| 1.500 m | Svetlana Masterkova                                                                     | 4'00"83   | Gabriela Szabó                                                                      | 4'01"54   | Theresia Kiesl                                                                                       | 4'03"03   | Classifica completa |
| 5.000 m | Wang Junxia                                                                             | 14'59"88  | Pauline Konga                                                                       | 15'03"49  | Roberta Brunet                                                                                       | 15'07"52  | Classifica completa |
| 10.000 m | Fernanda Ribeiro                                                                        | 31'01"63  | Wang Junxia                                                                         | 31'02"58  | Gete Wami                                                                                            | 31'06"65  | Classifica completa |
| 100 m ostacoli | Ludmila Engquist                                                                        | 12"58     | Brigita Bukovec                                                                     | 12"59     | Patricia Girard                                                                                      | 12"65     | Classifica completa |
| 400 m ostacoli | Deon Hemmings                                                                           | 52"82     | Kim Batten                                                                          | 53"08     | Tonja Buford                                                                                         | 53"22     | Classifica completa |
| Maratona | Fatuma Roba                                                                             | 2h26'05"  | Valentina Egorova                                                                   | 2h28'05"  | Yuko Arimori                                                                                         | 2h28'39"  | Classifica completa |
| Marcia 10 km | Elena Nikolaeva                                                                         | 41'49"    | Elisabetta Perrone                                                                  | 42'12"    | Wang Yan                                                                                             | 42'19"    | Classifica completa |
| Salto in alto | Stefka Kostadinova                                                                      | 2,05 m    | Níki Bakoyiánni                                                                     | 2,03 m    | Inha Babakova                                                                                        | 2,01 m    | Classifica completa |
| Salto in lungo | Chioma Ajunwa                                                                           | 7,12 m    | Fiona May                                                                           | 7,02 m    | Jackie Joyner-Kersee                                                                                 | 7,00 m    | Classifica completa |
| Salto triplo | Inesa Kravec'                                                                           | 15,33 m   | Inna Lasovskaja                                                                     | 14,98 m   | Šárka Kašpárková                                                                                     | 14,98 m   | Classifica completa |
| Getto del peso | Astrid Kumbernuss                                                                       | 20,56 m   | Sui Xinmei                                                                          | 19,88 m   | Irina Chudoroškina                                                                                   | 19,35 m   | Classifica completa |
| Lancio del disco | Ilke Wyludda                                                                            | 69,66 m   | Natal'ja Sadova                                                                     | 66,48 m   | Ėlina Z'verava                                                                                       | 65,64 m   | Classifica completa |
| Lancio del giavellotto | Heli Rantanen                                                                           | 67,94 m   | Louise McPaul                                                                       | 65,54 m   | Trine Hattestad                                                                                      | 64,98 m   | Classifica completa |
| Eptathlon | Ghada Shouaa                                                                            | 6.780 p.  | Natallja Sazanovič                                                                  | 6.563 p.  | Denise Lewis                                                                                         | 6.489 p.  | Classifica completa |
| Staffetta 4×100 m | Stati Uniti Chryste Gaines Gail Devers Inger Miller Gwen Torrence Carlette Guidry-White | 41"95     | Bahamas Eldece Clarke Chandra Sturrup Savatheda Fynes Pauline Davis Debbie Ferguson | 42"14     | Giamaica Michelle Freeman Juliet Cuthbert Nikole Mitchell Merlene Ottey Gillian Russell Andrea Lloyd | 42"24     | Classifica completa |
| Staffetta 4×400 m | Stati Uniti Rochelle Stevens Maicel Malone Kim Graham Jearl Miles Linetta Wilson        | 3'20"91   | Nigeria Olabisi Afolabi Fatima Yusuf Charity Opara Falilat Ogunkoya                 | 3'21"04   | Germania Uta Rohländer Linda Kisabaka Anja Rücker Grit Breuer                                        | 3'21"14   | Classifica completa |
| record mondiale; record olimpico; record mondiale stagionale; record africano; record asiatico; record europeo; record nord-centroamericano e caraibico; record sudamericano; record oceaniano; record nazionale; record personale; record personale stagionale. |                                                                                         |           |                                                                                     |           | |           |                     |

Statistiche
Delle diciassette vincitrici di gare individuali di Barcellona, solo Paraskeuī Patoulidou (100 hs) ed Heike Henkel (Salto in alto) hanno abbandonato l'attività agonistica. In più la campionessa degli 800 metri e quella dei 10 km di marcia non sono attive, Heike Drechsler (Lungo) è infortunata e Gwen Torrence (200 metri) non si è qualificata ai Trials. Infine, i 3000 metri non ci sono più, sostituiti dai 5000. 
Si presentano ad Atlanta per difendere il titolo, quindi, dieci atlete. Si confermano solo in due: Gail Devers (100 metri) e Marie-José Perec (400 metri).

Sono due le primatiste mondiali che vincono la loro gara ad Atlanta: Stefka Kostadinova (Salto in alto) ed Inesa Kravec' (Triplo).
Nel 1995 si sono tenuti a Göteborg i Campionati mondiali di atletica leggera. Tutte le diciotto campionesse delle gare individuali si presentano ad Atlanta per tentare l'abbinamento con l'oro olimpico. In sei riescono nell'impresa: Marie-José Perec, Fernanda Ribeiro (10.000), la Kostadinova, la Kravec', Astrid Kumbernuss (Getto del peso) e Ghada Shouaa (Eptathlon). Tutte ottengono risultati migliori rispetto ai Mondiali, tranne due: la Kravec’ e la Kumbernuss.
Jackie Joyner (Eptathlon) è l'unica atleta che si presenta nella veste di olimpionica e di primatista mondiale. Non riesce a confermarsi.
Sono riuscite a qualificarsi solo tre atlete di categoria Junior. La migliore è la svizzera Anita Weyermann, che disputa la finale dei 1500 metri giungendo 14ª.